# Circonscriptions en Islande
Pour un article plus général, voir Administration territoriale de l'Islande.
Depuis 2003, l'Islande est divisée en 6 circonscriptions. Ces circonscriptions sont utilisées pour les élections.
| Circonscription            | Circonscription | Électeurs | Sièges à l'Alþing |
| Islandais                  | Français        | Électeurs | Sièges à l'Alþing |
| -------------------------- | --------------- | --------- | ----------------- |
| Norðausturkjördæmi         | Nord-est        | 29 620    | 10                |
| Norðvesturkjördæmi         | Nord-ouest      | 21 521    | 8                 |
| Reykjavíkurkjördæmi norður | Reykjavík Nord  | 46 073    | 11                |
| Reykjavíkurkjördæmi suður  | Reykjavík Sud   | 45 584    | 11                |
| Suðurkjördæmi              | Sud             | 36 143    | 10                |
| Suðvesturkjördæmi          | Sud-ouest       | 69 544    | 13                |